# 冀廷璧
冀廷壁（1924年—2025年5月13日），中国人民解放军军事学院、中国人民解放军国防大学毕业，中华人民共和国军事人物。

## 生平
1924年，冀廷壁出生在山西省介休市龙凤村。1939年11月加入中国人民解放军，1942年3月加入中国共产党。
中国抗日战争时期，冀廷壁出任决死队第二一二旅五十四团三营五连排长。第二次国共内战时期，冀廷壁出任第三十六团二营连长、副营长。
1983年5月，冀廷壁出任中国人民解放军陕西省军区司令员，1985年8月退任。
1986年12月，冀廷壁退休。
2025年5月13日，冀廷壁在陕西省西安市逝世。